# Меморіал «Трудівникові Луганщини»
Мемориал "труженику Луганщины" - памятник, установленный в честь тружеников Луганской области в 1967 году.

## Загальна характеристика
У 1967 році на центральній вулиці міста Луганська — Радянській було встановлено пам'ятник на честь трудівників Луганщини напередодні 50-річчя Великої Жовтневої Соціалістичної революції. Повна назва меморіалу — «Трудівнику Луганщини на честь 50-річчя Жовтня». Авторами пам'ятника стали скульптори І. П. Овчаренко, І. М. Чумак, архітектор В. М. Житомирський. Пам'ятник являє собою скульптуру робітника, який в руках над головою тримає факел. Скульптура встановлена на прямокутній основі, де накладними літерами написано:
|  | Трудівнику Луганщини на честь 50-річчя Жовтня . Листопад 1967 р. |

## Реставрація пам'ятника
Спочатку матеріалом для пам'ятника слугував бетон, який під дією природних факторів проявив ознаки руйнування. Було прийнято рішення покрити скульптуру шаром міді, а бетонну основу, що була дуже пошкоджена в результаті декількох дорожньо-транспортних пригод, бо пам'ятник знаходиться на розділовій смузі автодороги й в нього кілька разів врізалися машини, замінити на гранітну. Роботу по виконанню цих завдань взяло на себе підприємство «Луганськміськбуд», міддю скульптуру покривали фахівці з Харкова.
Для освітлювання у вечірній час біля пам'ятника встановлено спеціальне підсвічування. За словами першого заступника міського голови Маноліса Пілавова, з міського бюджету на реставраційні роботи було виділено 400 тис. грн. 26 червня 2009 року відбулось повторне відкриття тепер уже мідного пам'ятника..

### Народні назви
Серед народу пам'ятник називають по-різному: «мужик з факелом», «палій», «піроманіяк» і навіть «Фантомас».